# Бартон, Тед
Тед Бартон (англ. Ted Barton; род. 1955, Новая Зеландия) — канадский фигурист, выступавший в одиночном катании. Победитель Nebelhorn Trophy (1975), чемпион Канады среди юниоров (1973), участник чемпионата мира (1976).
После завершения соревновательной карьеры — тренер, функционер и комментатор фигурного катания.

## Биография
Тед Бартон родился в Новой Зеландии. В раннем возрасте семья переехала в Канаду, где он начал заниматься фигурным катанием в клубе «Capilano WC». В 1970 году стал вице-чемпионом Канады в категории новичков (англ. Novice). В следующей возрастной группе снова поднялся на пьедестал почёта: одержал победу на национальном чемпионате среди юниоров 1973 года. Главные успехи были достигнуты в сезоне 1975/1976. Тогда Бартон завоевал медали двух международных соревнований: «золото» на Nebelhorn Trophy и «серебро» на турнире во Франции. А также принял участие в чемпионате мира. После завершения соревновательной карьеры выступал в ледовом шоу.
В 1980 году начал тренерскую деятельность. Двенадцать его учеников выступали за сборную Канады. Одновременно с этим, занимал должность технического, а позже исполнительного директора регионального отделения Федерации фигурного катания в Британской Колумбии.
После скандала на Олимпийских играх 2002 года, президент Международного союза конькобежцев Оттавио Чинкванта организовал специальную комиссию для реформирования судейства, в которую вошёл Бартон. Результатом работы комиссии стало введение Новой судейской системы взамен шестибалльной системы оценок. Также по проекту Бартона были введены специальные видеоповторы для судейской панели.
Бартон является автором идеи и организатором видеотрансляций соревнований юниорской серии Гран-при.

## Спортивные достижения
| Соревнования              | 69/70         | 72/73         | 75/76         |
| Международные             | Международные | Международные | Международные |
| ------------------------- | ------------- | ------------- | ------------- |
| Чемпионаты мира           |               |               | 16            |
| International St. Gervais |               |               | 2             |
| Nebelhorn Trophy          |               |               | 1             |
| Национальные              |               |               |               |
| Чемпионаты Канады         | 2N.           | 1J.           |               |